# 寒冻镇
寒冻镇，是中华人民共和国河南省驻马店市正阳县下辖的一个乡镇级行政单位。

## 行政区划
寒冻镇下辖以下地区：
寒冻村、大王庄村、固城村、罗岗村、乱冢村、秦庄村、从楼村、徐庄村、史庄村、翁岗村、祠堂村、杨庄村、候庄村、台子寺村、袁楼村和李湾村。